# Bão Fred (1994)
Siêu bão Fred, được biết đến ở Philippines với tên gọi Bão Susang, là một xoáy thuận nhiệt đới mạnh đã đổ bộ vào Trung Quốc trong mùa bão Tây Bắc Thái Bình Dương 1994 và gây ra hậu quả nghiêm trọng. Đây là cơn bão mạnh nhất tấn công tỉnh Chiết Giang trong vòng 160 năm.

## Lịch sử khí tượng

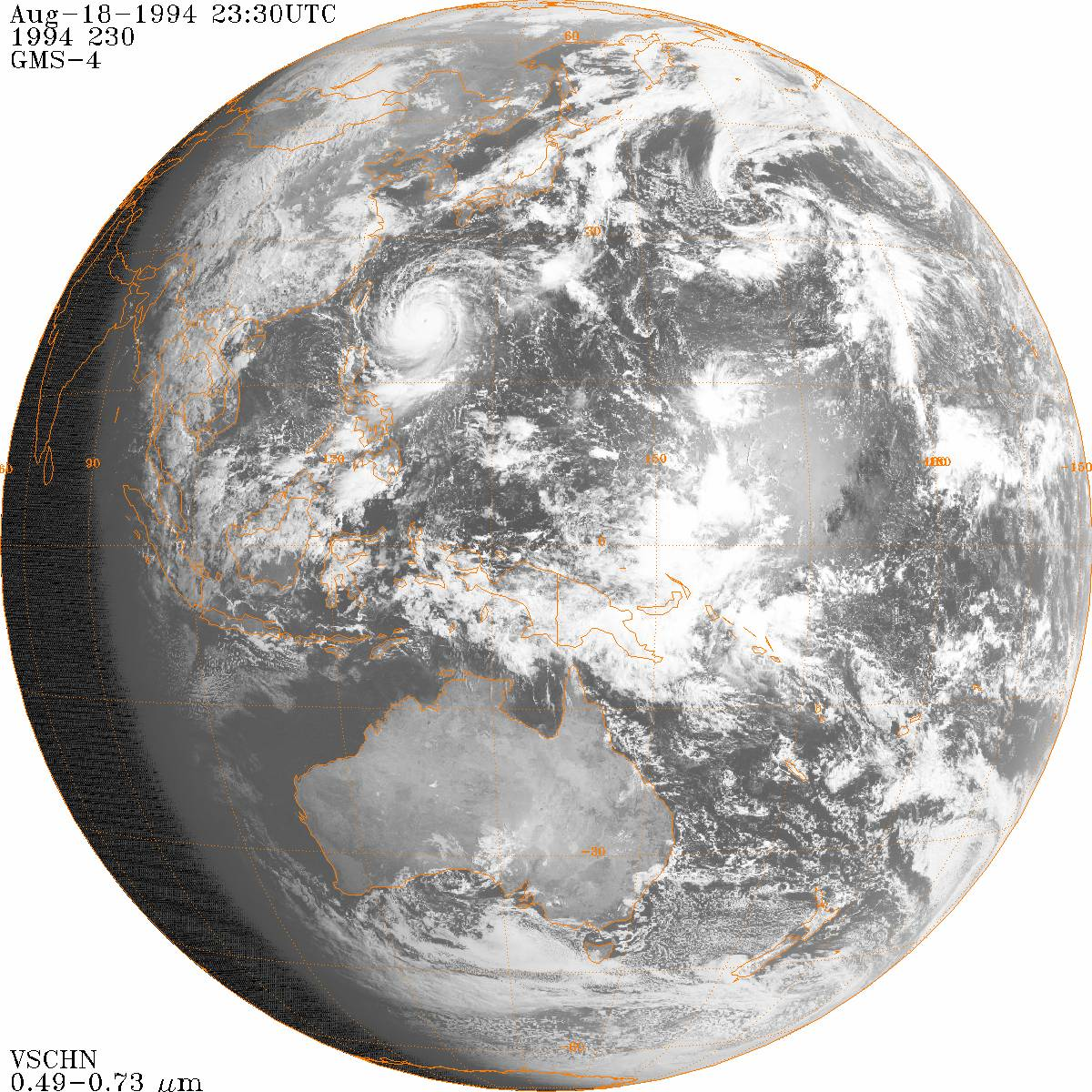
Trái Đất ngày 19 tháng 8 năm 1994, với siêu bão Fred ở phía bên trái.

Cơn bão nhiệt đới thứ sáu của mùa bão Tây Bắc Thái Bình Dương 1994 hình thành từ một nhiễu động nhiệt đới và nó đã trở thành áp thấp nhiệt đới vào ngày 13 tháng 8. Hệ thống này được Trung tâm Cảnh báo Bão Liên hợp (JTWC) chỉ định cho ký hiệu 19W. Đến ngày 15 tháng 8, áp thấp nhiệt đới đã mạnh lên thành một cơn bão nhiệt đới ngoài khơi Tây Thái Bình Dương, và nó được đặt tên là Fred. Di chuyển về phía Tây, Fred mạnh dần lên thành một cơn bão cuồng phong vào ngày 16. Sang ngày hôm sau, hệ thống đã nằm trên vùng biển Philippines, cách Cao Hùng, Đài Loan khoảng 823 dặm (1.324 km) về phía Đông Nam.
Nhiệt độ nước biển trên bề mặt ấm đã cho phép cơn bão tiếp tục tăng cường một cách nhanh chóng, trở thành bão cấp 2 trong ngày 18. Tại thời điểm 8:00 tối hôm đó, Fred đã mạnh lên thành bão cấp 3 với sức gió 115 dặm/giờ (185 km/giờ). Đến đêm ngày 19 tháng 8, Fred đạt cường độ bão cấp 4 (vận tốc gió ≥ 130 dặm/giờ (210 km/giờ)). Không lâu sau cơn bão đã đạt đỉnh với vận tốc gió 150 dặm/giờ (240 km/giờ) và áp suất trung tâm tối thiểu 925 mbar (hPa 27,3 inHg). Những chuyến bay thám trắc thời tiết của JTWC đã chỉ ra siêu bão Fred có một kích thước lớn - bao phủ một vùng có đường kính 600 dặm (970 km).
Đến sáng ngày 20 tháng 8, khi siêu bão Fred tiến đến gần, những cảnh báo đã được ban hành tại Đài Loan. Tuy nhiên, cơn bão sau đó đã chuyển hướng về phía Trung Quốc. Fred đổ bộ vào Trung Quốc trong ngày 21 với cường độ bão cấp 2 cùng sức gió 105 dặm/giờ (170 km/giờ). Cơn bão đã gây hậu quả hết sức nghiêm trọng với hơn 1.000 người thiệt mạng. Fred tan vào ngày 22 tháng 8.

## Chuẩn bị và tác động
Tại Đài Loan, các nhà chức trách nước này đã ban hành cảnh báo di tản cho những vùng trũng thấp và những cảnh báo lũ quét cho những cộng đồng dân cư trên vùng núi. Tuy nhiên về sau cơn bão đã chuyển hướng về phía Trung Quốc.
Vào ngày 21 tháng 8, bão Fred đã đổ bộ vào tỉnh Chiết Giang với cường độ bão cấp 2. Những cơn gió mạnh và lũ lụt đã phá hủy hàng loạt ngôi nhà, đồng thời lũ lụt cũng đã khiến rất nhiều người thiệt mạng. Thiệt hại đến đất nông nghiệp, các tòa nhà, đường điện, đường giao thông, và hàng ngàn nhà máy đóng cửa, dẫn đến tổn thất kinh tế tại Chiết Giang ước tính lên tới 1 tỉ USD (USD 1994). Tổng cộng, đã có hơn 1.000 người chết do bão và thiệt hại ước tính là 1,16 tỉ USD (1994 USD).